# Deutschland Tour 2022
Deutschland Tour 2022 var den 36. udgave af det tyske etapeløb Deutschland Tour. Cykelløbets prolog og fire etaper blev kørt over 710,6 km fra 24. august med start i Weimar, til 28. august 2022 hvor det sluttede i Stuttgart. Løbet er en del af UCI ProSeries 2022.

## Etaperne
| Etape    | Dato     | Start – Mål                         | type              | Afstand (km) | Etapevinder        | Førende rytter  |
| -------- | -------- | ----------------------------------- | ----------------- | ------------ | ------------------ | --------------- |
| Prolog   | 24. aug. | Weimar – Weimar                     | prolog            | 2,7          | Filippo Ganna      | Filippo Ganna   |
| 1. etape | 25. aug. | Weimar – Meiningen                  | kuperet etape     | 171,7        | Caleb Ewan         | Filippo Ganna   |
| 2. etape | 26. aug. | Meiningen – Marburg                 | kuperet etape     | 200,7        | Alexander Kristoff | Alberto Bettiol |
| 3. etape | 27. aug. | Freiburg im Breisgau – Schauinsland | middel bjergetape | 148,9        | Adam Yates         | Adam Yates      |
| 4. etape | 28. aug. | Schiltach – Stuttgart               | kuperet etape     | 186,6        | Pello Bilbao       | Adam Yates      |

### Prolog
| Weimar - Weimar | prolog | (2,7 km) |

| \| Etaperesultat \| Etaperesultat \| Etaperesultat \| Etaperesultat \| Etaperesultat \| \| Rytter \| Rytter \| Hold \| Tid \| \| \| ------------- \| --------------- \| ---------------------- \| ------------- \| ------------- \| \| 1. \| Filippo Ganna \| Ineos Grenadiers \| 2' 56" \| \| \| 2. \| Bauke Mollema \| Trek-Segafredo \| + 2" \| \| \| 3. \| Nils Politt \| Bora-Hansgrohe \| + 3" \| \| \| 4. \| Mick van Dijke \| Jumbo-Visma \| + 5" \| \| \| 5. \| Yves Lampaert \| Quick-Step Alpha Vinyl \| + 5" \| \| \| 6. \| Ben Healy \| EF Education-EasyPost \| + 5" \| \| \| 7. \| Adam Yates \| Ineos Grenadiers \| + 6" \| \| \| 8. \| Alberto Bettiol \| EF Education-EasyPost \| + 6" \| \| \| 9. \| Tobias Foss \| Jumbo-Visma \| + 6" \| \| \| 10. \| Kim Heiduk \| Ineos Grenadiers \| + 6" \| \| |                 |                        |        |
| |                 |                        |        |
| Kilde: ProCyclingStats |                 |                        |        |
| Etaperesultat |                 |                        |        |
| Rytter | Rytter          | Hold                   | Tid    |
| 1. | Filippo Ganna   | Ineos Grenadiers       | 2' 56" |
| 2. | Bauke Mollema   | Trek-Segafredo         | + 2"   |
| 3. | Nils Politt     | Bora-Hansgrohe         | + 3"   |
| 4. | Mick van Dijke  | Jumbo-Visma            | + 5"   |
| 5. | Yves Lampaert   | Quick-Step Alpha Vinyl | + 5"   |
| 6. | Ben Healy       | EF Education-EasyPost  | + 5"   |
| 7. | Adam Yates      | Ineos Grenadiers       | + 6"   |
| 8. | Alberto Bettiol | EF Education-EasyPost  | + 6"   |
| 9. | Tobias Foss     | Jumbo-Visma            | + 6"   |
| 10. | Kim Heiduk      | Ineos Grenadiers       | + 6"   |

| \| Samlede stilling \| Samlede stilling \| Samlede stilling \| Samlede stilling \| Samlede stilling \| \| Rytter \| Rytter \| Hold \| Tid \| \| \| ---------------- \| ---------------- \| ---------------------- \| ---------------- \| ---------------- \| \| 1. \| Filippo Ganna \| Ineos Grenadiers \| 2' 56" \| \| \| 2. \| Bauke Mollema \| Trek-Segafredo \| + 2" \| \| \| 3. \| Nils Politt \| Bora-Hansgrohe \| + 3" \| \| \| 4. \| Mick van Dijke \| Jumbo-Visma \| + 5" \| \| \| 5. \| Yves Lampaert \| Quick-Step Alpha Vinyl \| + 5" \| \| \| 6. \| Ben Healy \| EF Education-EasyPost \| + 5" \| \| \| 7. \| Adam Yates \| Ineos Grenadiers \| + 6" \| \| \| 8. \| Alberto Bettiol \| EF Education-EasyPost \| + 6" \| \| \| 9. \| Tobias Foss \| Jumbo-Visma \| + 6" \| \| \| 10. \| Kim Heiduk \| Ineos Grenadiers \| + 6" \| \| |                 |                        |        |
| |                 |                        |        |
| Kilde: ProCyclingStats |                 |                        |        |
| Samlede stilling |                 |                        |        |
| Rytter | Rytter          | Hold                   | Tid    |
| 1. | Filippo Ganna   | Ineos Grenadiers       | 2' 56" |
| 2. | Bauke Mollema   | Trek-Segafredo         | + 2"   |
| 3. | Nils Politt     | Bora-Hansgrohe         | + 3"   |
| 4. | Mick van Dijke  | Jumbo-Visma            | + 5"   |
| 5. | Yves Lampaert   | Quick-Step Alpha Vinyl | + 5"   |
| 6. | Ben Healy       | EF Education-EasyPost  | + 5"   |
| 7. | Adam Yates      | Ineos Grenadiers       | + 6"   |
| 8. | Alberto Bettiol | EF Education-EasyPost  | + 6"   |
| 9. | Tobias Foss     | Jumbo-Visma            | + 6"   |
| 10. | Kim Heiduk      | Ineos Grenadiers       | + 6"   |

### 1. etape
| Weimar - Meiningen | kuperet etape | (171,7 km) |

| \| Etaperesultat \| Etaperesultat \| Etaperesultat \| Etaperesultat \| Etaperesultat \| \| Rytter \| Rytter \| Hold \| Tid \| \| \| ------------- \| ------------------- \| ---------------------------------- \| ------------- \| ------------- \| \| 1. \| Caleb Ewan \| Lotto-Soudal \| 4t 01' 54" \| \| \| 2. \| Jonathan Milan \| Bahrain Victorious \| + 0" \| \| \| 3. \| Max Kanter \| Movistar Team \| + 0" \| \| \| 4. \| Felix Groß \| UAE Team Emirates \| + 0" \| \| \| 5. \| Florian Sénéchal \| Quick-Step Alpha Vinyl \| + 0" \| \| \| 6. \| Alexander Kristoff \| Intermarché-Wanty-Gobert Matériaux \| + 0" \| \| \| 7. \| Jérémy Lecroq \| B&B Hotels-KTM \| + 0" \| \| \| 8. \| Tim Torn Teutenberg \| Leopard Pro Cycling \| + 0" \| \| \| 9. \| Lawrence Naesen \| AG2R Citroën Team \| + 0" \| \| \| 10. \| Marius Mayrhofer \| Team DSM \| + 0" \| \| |                     |                                    |            |
| |                     |                                    |            |
| Kilde: ProCyclingStats |                     |                                    |            |
| Etaperesultat |                     |                                    |            |
| Rytter | Rytter              | Hold                               | Tid        |
| 1. | Caleb Ewan          | Lotto-Soudal                       | 4t 01' 54" |
| 2. | Jonathan Milan      | Bahrain Victorious                 | + 0"       |
| 3. | Max Kanter          | Movistar Team                      | + 0"       |
| 4. | Felix Groß          | UAE Team Emirates                  | + 0"       |
| 5. | Florian Sénéchal    | Quick-Step Alpha Vinyl             | + 0"       |
| 6. | Alexander Kristoff  | Intermarché-Wanty-Gobert Matériaux | + 0"       |
| 7. | Jérémy Lecroq       | B&B Hotels-KTM                     | + 0"       |
| 8. | Tim Torn Teutenberg | Leopard Pro Cycling                | + 0"       |
| 9. | Lawrence Naesen     | AG2R Citroën Team                  | + 0"       |
| 10. | Marius Mayrhofer    | Team DSM                           | + 0"       |

| \| Samlede stilling \| Samlede stilling \| Samlede stilling \| Samlede stilling \| Samlede stilling \| \| Rytter \| Rytter \| Hold \| Tid \| \| \| ---------------- \| ---------------- \| ---------------------------- \| ---------------- \| ---------------- \| \| 1. \| Filippo Ganna \| Ineos Grenadiers \| 4t 04' 53" \| \| \| 2. \| Bauke Mollema \| Trek-Segafredo \| + 2" \| \| \| 3. \| Jonathan Milan \| Bahrain Victorious \| + 3" \| \| \| 4. \| Nils Politt \| Bora-Hansgrohe \| + 3" \| \| \| 5. \| Mick van Dijke \| Jumbo-Visma \| + 5" \| \| \| 6. \| Adam Yates \| Ineos Grenadiers \| + 6" \| \| \| 7. \| Alberto Bettiol \| EF Education-EasyPost \| + 6" \| \| \| 8. \| Tobias Foss \| Jumbo-Visma \| + 6" \| \| \| 9. \| Kim Heiduk \| Ineos Grenadiers \| + 6" \| \| \| 10. \| Lars Boven \| Jumbo-Visma Development Team \| + 7" \| \| |                 |                              |            |
| |                 |                              |            |
| Kilde: ProCyclingStats |                 |                              |            |
| Samlede stilling |                 |                              |            |
| Rytter | Rytter          | Hold                         | Tid        |
| 1. | Filippo Ganna   | Ineos Grenadiers             | 4t 04' 53" |
| 2. | Bauke Mollema   | Trek-Segafredo               | + 2"       |
| 3. | Jonathan Milan  | Bahrain Victorious           | + 3"       |
| 4. | Nils Politt     | Bora-Hansgrohe               | + 3"       |
| 5. | Mick van Dijke  | Jumbo-Visma                  | + 5"       |
| 6. | Adam Yates      | Ineos Grenadiers             | + 6"       |
| 7. | Alberto Bettiol | EF Education-EasyPost        | + 6"       |
| 8. | Tobias Foss     | Jumbo-Visma                  | + 6"       |
| 9. | Kim Heiduk      | Ineos Grenadiers             | + 6"       |
| 10. | Lars Boven      | Jumbo-Visma Development Team | + 7"       |

### 2. etape
| Meiningen - Marburg | kuperet etape | (200,7 km) |

| \| Etaperesultat \| Etaperesultat \| Etaperesultat \| Etaperesultat \| Etaperesultat \| \| Rytter \| Rytter \| Hold \| Tid \| \| \| ------------- \| ------------------ \| ---------------------------------- \| ------------- \| ------------- \| \| 1. \| Alexander Kristoff \| Intermarché-Wanty-Gobert Matériaux \| 4t 57' 37" \| \| \| 2. \| Florian Sénéchal \| Quick-Step Alpha Vinyl \| + 0" \| \| \| 3. \| Alberto Bettiol \| EF Education-EasyPost \| + 0" \| \| \| 4. \| Greg Van Avermaet \| AG2R Citroën Team \| + 0" \| \| \| 5. \| Max Kanter \| Movistar Team \| + 0" \| \| \| 6. \| Matthew Holmes \| Lotto-Soudal \| + 0" \| \| \| 7. \| Lilian Calmejane \| AG2R Citroën Team \| + 0" \| \| \| 8. \| Patrick Konrad \| Bora-Hansgrohe \| + 0" \| \| \| 9. \| Mikkel Bjerg \| UAE Team Emirates \| + 0" \| \| \| 10. \| Georg Zimmermann \| Intermarché-Wanty-Gobert Matériaux \| + 0" \| \| |                    |                                    |            |
| |                    |                                    |            |
| Kilde: ProCyclingStats |                    |                                    |            |
| Etaperesultat |                    |                                    |            |
| Rytter | Rytter             | Hold                               | Tid        |
| 1. | Alexander Kristoff | Intermarché-Wanty-Gobert Matériaux | 4t 57' 37" |
| 2. | Florian Sénéchal   | Quick-Step Alpha Vinyl             | + 0"       |
| 3. | Alberto Bettiol    | EF Education-EasyPost              | + 0"       |
| 4. | Greg Van Avermaet  | AG2R Citroën Team                  | + 0"       |
| 5. | Max Kanter         | Movistar Team                      | + 0"       |
| 6. | Matthew Holmes     | Lotto-Soudal                       | + 0"       |
| 7. | Lilian Calmejane   | AG2R Citroën Team                  | + 0"       |
| 8. | Patrick Konrad     | Bora-Hansgrohe                     | + 0"       |
| 9. | Mikkel Bjerg       | UAE Team Emirates                  | + 0"       |
| 10. | Georg Zimmermann   | Intermarché-Wanty-Gobert Matériaux | + 0"       |

| \| Samlede stilling \| Samlede stilling \| Samlede stilling \| Samlede stilling \| Samlede stilling \| \| Rytter \| Rytter \| Hold \| Tid \| \| \| ---------------- \| ------------------ \| ---------------------------------- \| ---------------- \| ---------------- \| \| 1. \| Alberto Bettiol \| EF Education-EasyPost \| 9t 02' 27" \| \| \| 2. \| Alexander Kristoff \| Intermarché-Wanty-Gobert Matériaux \| + 0" \| \| \| 3. \| Filippo Ganna \| Ineos Grenadiers \| + 0" \| \| \| 4. \| Bauke Mollema \| Trek-Segafredo \| + 2" \| \| \| 5. \| Mick van Dijke \| Jumbo-Visma \| + 5" \| \| \| 6. \| Adam Yates \| Ineos Grenadiers \| + 6" \| \| \| 7. \| Florian Sénéchal \| Quick-Step Alpha Vinyl \| + 6" \| \| \| 8. \| Tobias Foss \| Jumbo-Visma \| + 6" \| \| \| 9. \| Lars Boven \| Jumbo-Visma Development Team \| + 7" \| \| \| 10. \| Sean Quinn \| EF Education-EasyPost \| + 7" \| \| |                    |                                    |            |
| |                    |                                    |            |
| Kilde: ProCyclingStats |                    |                                    |            |
| Samlede stilling |                    |                                    |            |
| Rytter | Rytter             | Hold                               | Tid        |
| 1. | Alberto Bettiol    | EF Education-EasyPost              | 9t 02' 27" |
| 2. | Alexander Kristoff | Intermarché-Wanty-Gobert Matériaux | + 0"       |
| 3. | Filippo Ganna      | Ineos Grenadiers                   | + 0"       |
| 4. | Bauke Mollema      | Trek-Segafredo                     | + 2"       |
| 5. | Mick van Dijke     | Jumbo-Visma                        | + 5"       |
| 6. | Adam Yates         | Ineos Grenadiers                   | + 6"       |
| 7. | Florian Sénéchal   | Quick-Step Alpha Vinyl             | + 6"       |
| 8. | Tobias Foss        | Jumbo-Visma                        | + 6"       |
| 9. | Lars Boven         | Jumbo-Visma Development Team       | + 7"       |
| 10. | Sean Quinn         | EF Education-EasyPost              | + 7"       |

### 3. etape
| Freiburg im Breisgau - Schauinsland | middel bjergetape | (148,9 km) |

| \| Etaperesultat \| Etaperesultat \| Etaperesultat \| Etaperesultat \| Etaperesultat \| \| Rytter \| Rytter \| Hold \| Tid \| \| \| ------------- \| ----------------- \| ---------------------------------- \| ------------- \| ------------- \| \| 1. \| Adam Yates \| Ineos Grenadiers \| 3t 41' 19" \| \| \| 2. \| Pello Bilbao \| Bahrain Victorious \| + 19" \| \| \| 3. \| Mauri Vansevenant \| Quick-Step Alpha Vinyl \| + 28" \| \| \| 4. \| Ruben Guerreiro \| EF Education-EasyPost \| + 28" \| \| \| 5. \| Georg Zimmermann \| Intermarché-Wanty-Gobert Matériaux \| + 29" \| \| \| 6. \| James Knox \| Quick-Step Alpha Vinyl \| + 31" \| \| \| 7. \| Mattias Skjelmose \| Trek-Segafredo \| + 33" \| \| \| 8. \| Laurens Huys \| Intermarché-Wanty-Gobert Matériaux \| + 34" \| \| \| 9. \| Iván Sosa \| Movistar Team \| + 35" \| \| \| 10. \| Sylvain Moniquet \| Lotto-Soudal \| + 36" \| \| |                   |                                    |            |
| |                   |                                    |            |
| Kilde: ProCyclingStats |                   |                                    |            |
| Etaperesultat |                   |                                    |            |
| Rytter | Rytter            | Hold                               | Tid        |
| 1. | Adam Yates        | Ineos Grenadiers                   | 3t 41' 19" |
| 2. | Pello Bilbao      | Bahrain Victorious                 | + 19"      |
| 3. | Mauri Vansevenant | Quick-Step Alpha Vinyl             | + 28"      |
| 4. | Ruben Guerreiro   | EF Education-EasyPost              | + 28"      |
| 5. | Georg Zimmermann  | Intermarché-Wanty-Gobert Matériaux | + 29"      |
| 6. | James Knox        | Quick-Step Alpha Vinyl             | + 31"      |
| 7. | Mattias Skjelmose | Trek-Segafredo                     | + 33"      |
| 8. | Laurens Huys      | Intermarché-Wanty-Gobert Matériaux | + 34"      |
| 9. | Iván Sosa         | Movistar Team                      | + 35"      |
| 10. | Sylvain Moniquet  | Lotto-Soudal                       | + 36"      |

| \| Samlede stilling \| Samlede stilling \| Samlede stilling \| Samlede stilling \| Samlede stilling \| \| Rytter \| Rytter \| Hold \| Tid \| \| \| ---------------- \| ----------------- \| ---------------------------------- \| ---------------- \| ---------------- \| \| 1. \| Adam Yates \| Ineos Grenadiers \| 12t 43' 39" \| \| \| 2. \| Pello Bilbao \| Bahrain Victorious \| + 30" \| \| \| 3. \| Mauri Vansevenant \| Quick-Step Alpha Vinyl \| + 48" \| \| \| 4. \| Mattias Skjelmose \| Trek-Segafredo \| + 48" \| \| \| 5. \| Georg Zimmermann \| Intermarché-Wanty-Gobert Matériaux \| + 49" \| \| \| 6. \| Ruben Guerreiro \| EF Education-EasyPost \| + 51" \| \| \| 7. \| James Knox \| Quick-Step Alpha Vinyl \| + 56" \| \| \| 8. \| Sylvain Moniquet \| Lotto-Soudal \| + 56" \| \| \| 9. \| Laurens Huys \| Intermarché-Wanty-Gobert Matériaux \| + 1' 02" \| \| \| 10. \| Iván Sosa \| Movistar Team \| + 1' 06" \| \| |                   |                                    |             |
| |                   |                                    |             |
| Kilde: ProCyclingStats |                   |                                    |             |
| Samlede stilling |                   |                                    |             |
| Rytter | Rytter            | Hold                               | Tid         |
| 1. | Adam Yates        | Ineos Grenadiers                   | 12t 43' 39" |
| 2. | Pello Bilbao      | Bahrain Victorious                 | + 30"       |
| 3. | Mauri Vansevenant | Quick-Step Alpha Vinyl             | + 48"       |
| 4. | Mattias Skjelmose | Trek-Segafredo                     | + 48"       |
| 5. | Georg Zimmermann  | Intermarché-Wanty-Gobert Matériaux | + 49"       |
| 6. | Ruben Guerreiro   | EF Education-EasyPost              | + 51"       |
| 7. | James Knox        | Quick-Step Alpha Vinyl             | + 56"       |
| 8. | Sylvain Moniquet  | Lotto-Soudal                       | + 56"       |
| 9. | Laurens Huys      | Intermarché-Wanty-Gobert Matériaux | + 1' 02"    |
| 10. | Iván Sosa         | Movistar Team                      | + 1' 06"    |

### 4. etape
| Schiltach - Stuttgart | kuperet etape | (186,6 km) |

| \| Etaperesultat \| Etaperesultat \| Etaperesultat \| Etaperesultat \| Etaperesultat \| \| Rytter \| Rytter \| Hold \| Tid \| \| \| ------------- \| ------------------- \| ---------------------------------- \| ------------- \| ------------- \| \| 1. \| Pello Bilbao \| Bahrain Victorious \| 4t 11' 19" \| \| \| 2. \| Ruben Guerreiro \| EF Education-EasyPost \| + 0" \| \| \| 3. \| Georg Zimmermann \| Intermarché-Wanty-Gobert Matériaux \| + 0" \| \| \| 4. \| Sylvain Moniquet \| Lotto-Soudal \| + 0" \| \| \| 5. \| Adam Yates \| Ineos Grenadiers \| + 0" \| \| \| 6. \| Davide Formolo \| UAE Team Emirates \| + 0" \| \| \| 7. \| Alberto Bettiol \| EF Education-EasyPost \| + 0" \| \| \| 8. \| Mauri Vansevenant \| Quick-Step Alpha Vinyl \| + 0" \| \| \| 9. \| James Knox \| Quick-Step Alpha Vinyl \| + 0" \| \| \| 10. \| Hermann Pernsteiner \| Bahrain Victorious \| + 0" \| \| |                     |                                    |            |
| |                     |                                    |            |
| Kilde: ProCyclingStats |                     |                                    |            |
| Etaperesultat |                     |                                    |            |
| Rytter | Rytter              | Hold                               | Tid        |
| 1. | Pello Bilbao        | Bahrain Victorious                 | 4t 11' 19" |
| 2. | Ruben Guerreiro     | EF Education-EasyPost              | + 0"       |
| 3. | Georg Zimmermann    | Intermarché-Wanty-Gobert Matériaux | + 0"       |
| 4. | Sylvain Moniquet    | Lotto-Soudal                       | + 0"       |
| 5. | Adam Yates          | Ineos Grenadiers                   | + 0"       |
| 6. | Davide Formolo      | UAE Team Emirates                  | + 0"       |
| 7. | Alberto Bettiol     | EF Education-EasyPost              | + 0"       |
| 8. | Mauri Vansevenant   | Quick-Step Alpha Vinyl             | + 0"       |
| 9. | James Knox          | Quick-Step Alpha Vinyl             | + 0"       |
| 10. | Hermann Pernsteiner | Bahrain Victorious                 | + 0"       |

## Resultater
| \| Samlede stilling \| Samlede stilling \| Samlede stilling \| Samlede stilling \| Samlede stilling \| \| Rytter \| Rytter \| Hold \| Tid \| \| \| ---------------- \| ----------------- \| ---------------------------------- \| ---------------- \| ---------------- \| \| 1. \| Adam Yates \| Ineos Grenadiers \| 16t 54' 56" \| \| \| 2. \| Pello Bilbao \| Bahrain Victorious \| + 22" \| \| \| 3. \| Ruben Guerreiro \| EF Education-EasyPost \| + 44" \| \| \| 4. \| Georg Zimmermann \| Intermarché-Wanty-Gobert Matériaux \| + 47" \| \| \| 5. \| Mauri Vansevenant \| Quick-Step Alpha Vinyl \| + 49" \| \| \| 6. \| James Knox \| Quick-Step Alpha Vinyl \| + 58" \| \| \| 7. \| Sylvain Moniquet \| Lotto-Soudal \| + 58" \| \| \| 8. \| Antonio Pedrero \| Movistar Team \| + 1' 14" \| \| \| 9. \| Iván Sosa \| Movistar Team \| + 1' 36" \| \| \| 10. \| Davide Formolo \| UAE Team Emirates \| + 1' 44" \| \| |                   |                                    |             |
| |                   |                                    |             |
| Kilde: ProCyclingStats |                   |                                    |             |
| Samlede stilling |                   |                                    |             |
| Rytter | Rytter            | Hold                               | Tid         |
| 1. | Adam Yates        | Ineos Grenadiers                   | 16t 54' 56" |
| 2. | Pello Bilbao      | Bahrain Victorious                 | + 22"       |
| 3. | Ruben Guerreiro   | EF Education-EasyPost              | + 44"       |
| 4. | Georg Zimmermann  | Intermarché-Wanty-Gobert Matériaux | + 47"       |
| 5. | Mauri Vansevenant | Quick-Step Alpha Vinyl             | + 49"       |
| 6. | James Knox        | Quick-Step Alpha Vinyl             | + 58"       |
| 7. | Sylvain Moniquet  | Lotto-Soudal                       | + 58"       |
| 8. | Antonio Pedrero   | Movistar Team                      | + 1' 14"    |
| 9. | Iván Sosa         | Movistar Team                      | + 1' 36"    |
| 10. | Davide Formolo    | UAE Team Emirates                  | + 1' 44"    |

| Samlede stilling | Samlede stilling  | Samlede stilling                   | Samlede stilling | Samlede stilling |
| Rytter           | Rytter            | Hold                               | Tid              |                  |
| ---------------- | ----------------- | ---------------------------------- | ---------------- | ---------------- |
| 1.               | Adam Yates        | Ineos Grenadiers                   | 16t 54' 56"      |                  |
| 2.               | Pello Bilbao      | Bahrain Victorious                 | + 22"            |                  |
| 3.               | Ruben Guerreiro   | EF Education-EasyPost              | + 44"            |                  |
| 4.               | Georg Zimmermann  | Intermarché-Wanty-Gobert Matériaux | + 47"            |                  |
| 5.               | Mauri Vansevenant | Quick-Step Alpha Vinyl             | + 49"            |                  |
| 6.               | James Knox        | Quick-Step Alpha Vinyl             | + 58"            |                  |
| 7.               | Sylvain Moniquet  | Lotto-Soudal                       | + 58"            |                  |
| 8.               | Antonio Pedrero   | Movistar Team                      | + 1' 14"         |                  |
| 9.               | Iván Sosa         | Movistar Team                      | + 1' 36"         |                  |
| 10.              | Davide Formolo    | UAE Team Emirates                  | + 1' 44"         |                  |

| Pointkonkurrence | Pointkonkurrence   | Pointkonkurrence                   | Pointkonkurrence | Pointkonkurrence |
| Rytter           | Rytter             | Hold                               | Point            |                  |
| ---------------- | ------------------ | ---------------------------------- | ---------------- | ---------------- |
| 1.               | Pello Bilbao       | Bahrain Victorious                 | 27 point         |                  |
| 2.               | Adam Yates         | Ineos Grenadiers                   | 25 point         |                  |
| 3.               | Alexander Kristoff | Intermarché-Wanty-Gobert Matériaux | 20 point         |                  |
| 4.               | Ruben Guerreiro    | EF Education-EasyPost              | 19 point         |                  |
| 5.               | Florian Sénéchal   | Quick-Step Alpha Vinyl             | 18 point         |                  |
| 6.               | Bauke Mollema      | Trek-Segafredo                     | 17 point         |                  |
| 7.               | Michiel Stockman   | Saris Rouvy Sauerland Team         | 16 point         |                  |
| 8.               | Georg Zimmermann   | Intermarché-Wanty-Gobert Matériaux | 16 point         |                  |
| 9.               | Alberto Bettiol    | EF Education-EasyPost              | 16 point         |                  |
| 10.              | Filippo Ganna      | Ineos Grenadiers                   | 15 point         |                  |

| Pointkonkurrence | Pointkonkurrence   | Pointkonkurrence                   | Pointkonkurrence | Pointkonkurrence |
| Rytter           | Rytter             | Hold                               | Point            |                  |
| ---------------- | ------------------ | ---------------------------------- | ---------------- | ---------------- |
| 1.               | Pello Bilbao       | Bahrain Victorious                 | 27 point         |                  |
| 2.               | Adam Yates         | Ineos Grenadiers                   | 25 point         |                  |
| 3.               | Alexander Kristoff | Intermarché-Wanty-Gobert Matériaux | 20 point         |                  |
| 4.               | Ruben Guerreiro    | EF Education-EasyPost              | 19 point         |                  |
| 5.               | Florian Sénéchal   | Quick-Step Alpha Vinyl             | 18 point         |                  |
| 6.               | Bauke Mollema      | Trek-Segafredo                     | 17 point         |                  |
| 7.               | Michiel Stockman   | Saris Rouvy Sauerland Team         | 16 point         |                  |
| 8.               | Georg Zimmermann   | Intermarché-Wanty-Gobert Matériaux | 16 point         |                  |
| 9.               | Alberto Bettiol    | EF Education-EasyPost              | 16 point         |                  |
| 10.              | Filippo Ganna      | Ineos Grenadiers                   | 15 point         |                  |

| Bjergkonkurrence | Bjergkonkurrence  | Bjergkonkurrence           | Bjergkonkurrence | Bjergkonkurrence |
| Rytter           | Rytter            | Hold                       | Point            |                  |
| ---------------- | ----------------- | -------------------------- | ---------------- | ---------------- |
| 1.               | Jakob Geßner      | Team Lotto-Kern Haus       | 18 point         |                  |
| 2.               | Romain Bardet     | Team DSM                   | 12 point         |                  |
| 3.               | Roman Duckert     | Dauner-AKKON               | 7 point          |                  |
| 4.               | Frederik Rassmann | Dauner-AKKON               | 6 point          |                  |
| 5.               | Pello Bilbao      | Bahrain Victorious         | 6 point          |                  |
| 6.               | Michiel Stockman  | Saris Rouvy Sauerland Team | 6 point          |                  |
| 7.               | Adam Yates        | Ineos Grenadiers           | 5 point          |                  |
| 8.               | Jan Hugger        | Team Lotto-Kern Haus       | 5 point          |                  |
| 9.               | Mauri Vansevenant | Quick-Step Alpha Vinyl     | 4 point          |                  |
| 10.              | Mick van Dijke    | Jumbo-Visma                | 4 point          |                  |

| Bjergkonkurrence | Bjergkonkurrence  | Bjergkonkurrence           | Bjergkonkurrence | Bjergkonkurrence |
| Rytter           | Rytter            | Hold                       | Point            |                  |
| ---------------- | ----------------- | -------------------------- | ---------------- | ---------------- |
| 1.               | Jakob Geßner      | Team Lotto-Kern Haus       | 18 point         |                  |
| 2.               | Romain Bardet     | Team DSM                   | 12 point         |                  |
| 3.               | Roman Duckert     | Dauner-AKKON               | 7 point          |                  |
| 4.               | Frederik Rassmann | Dauner-AKKON               | 6 point          |                  |
| 5.               | Pello Bilbao      | Bahrain Victorious         | 6 point          |                  |
| 6.               | Michiel Stockman  | Saris Rouvy Sauerland Team | 6 point          |                  |
| 7.               | Adam Yates        | Ineos Grenadiers           | 5 point          |                  |
| 8.               | Jan Hugger        | Team Lotto-Kern Haus       | 5 point          |                  |
| 9.               | Mauri Vansevenant | Quick-Step Alpha Vinyl     | 4 point          |                  |
| 10.              | Mick van Dijke    | Jumbo-Visma                | 4 point          |                  |

| Ungdomskonkurrence | Ungdomskonkurrence | Ungdomskonkurrence                 | Ungdomskonkurrence | Ungdomskonkurrence |
| Rytter             | Rytter             | Hold                               | Tid                |                    |
| ------------------ | ------------------ | ---------------------------------- | ------------------ | ------------------ |
| 1.                 | Georg Zimmermann   | Intermarché-Wanty-Gobert Matériaux | 16t 55' 43"        |                    |
| 2.                 | Mauri Vansevenant  | Quick-Step Alpha Vinyl             | + 2"               |                    |
| 3.                 | Sylvain Moniquet   | Lotto-Soudal                       | + 11"              |                    |
| 4.                 | Iván Sosa          | Movistar Team                      | + 49"              |                    |
| 5.                 | Gijs Leemreize     | Jumbo-Visma                        | + 2' 03"           |                    |
| 6.                 | Mikkel Bjerg       | UAE Team Emirates                  | + 2' 15"           |                    |
| 7.                 | Einer Rubio        | Movistar Team                      | + 2' 48"           |                    |
| 8.                 | Maxime Chevalier   | B&B Hotels-KTM                     | + 3' 14"           |                    |
| 9.                 | Barnabás Peák      | Intermarché-Wanty-Gobert Matériaux | + 3' 27"           |                    |
| 10.                | Johannes Adamietz  | Saris Rouvy Sauerland Team         | + 3' 58"           |                    |

| Ungdomskonkurrence | Ungdomskonkurrence | Ungdomskonkurrence                 | Ungdomskonkurrence | Ungdomskonkurrence |
| Rytter             | Rytter             | Hold                               | Tid                |                    |
| ------------------ | ------------------ | ---------------------------------- | ------------------ | ------------------ |
| 1.                 | Georg Zimmermann   | Intermarché-Wanty-Gobert Matériaux | 16t 55' 43"        |                    |
| 2.                 | Mauri Vansevenant  | Quick-Step Alpha Vinyl             | + 2"               |                    |
| 3.                 | Sylvain Moniquet   | Lotto-Soudal                       | + 11"              |                    |
| 4.                 | Iván Sosa          | Movistar Team                      | + 49"              |                    |
| 5.                 | Gijs Leemreize     | Jumbo-Visma                        | + 2' 03"           |                    |
| 6.                 | Mikkel Bjerg       | UAE Team Emirates                  | + 2' 15"           |                    |
| 7.                 | Einer Rubio        | Movistar Team                      | + 2' 48"           |                    |
| 8.                 | Maxime Chevalier   | B&B Hotels-KTM                     | + 3' 14"           |                    |
| 9.                 | Barnabás Peák      | Intermarché-Wanty-Gobert Matériaux | + 3' 27"           |                    |
| 10.                | Johannes Adamietz  | Saris Rouvy Sauerland Team         | + 3' 58"           |                    |

### Holdkonkurrencen
| Holdkonkurrence | Holdkonkurrence                    | Holdkonkurrence | Holdkonkurrence |
| Hold            | Hold                               | Tid             |                 |
| --------------- | ---------------------------------- | --------------- | --------------- |
| 1.              | Movistar Team                      | 50t 50' 49"     |                 |
| 2.              | Intermarché-Wanty-Gobert Matériaux | + 23"           |                 |
| 3.              | EF Education-EasyPost              | + 56"           |                 |
| 4.              | UAE Team Emirates                  | + 1' 26"        |                 |
| 5.              | Jumbo-Visma                        | + 7' 35"        |                 |

## Hold og ryttere
| UCI WorldTeams (14)- AG2R Citroën Team - Bahrain Victorious - Bora-Hansgrohe - EF Education-EasyPost - Ineos Grenadiers - Intermarché-Wanty-Gobert Matériaux - Israel-Premier Tech - Jumbo-Visma - Lotto-Soudal - UAE Team Emirates - Trek-Segafredo - Team DSM - Quick-Step Alpha Vinyl - Movistar Team UCI ProTeams (2)- Alpecin-Deceuninck - B&B Hotels-KTM UCI Kontinentalhold (3)- Lotto-Kern Haus - Saris Rouvy Sauerland Team - Dauner-AKKON Landshold- Tyskland |
| |

### Danske ryttere
| Danske ryttere på startlisten |                   |                   |           |
| Rygnummer                     | Rytter            | Hold              | Placering |
| 93                            | Mikkel Bjerg      | UAE Team Emirates | 17        |
| 124                           | Asbjørn Hellemose | Trek-Segafredo    | 45        |
| 125                           | Mattias Skjelmose | Trek-Segafredo    | DNF-4     |

* DNF = gennemførte ikke

### Startliste
| Bora-Hansgrohe BOH | Bora-Hansgrohe BOH        | Bora-Hansgrohe BOH |
| ------------------ | ------------------------- | ------------------ |
| Nr.                | Rytter                    | Placering          |
| 1                  | Nils Politt (GER)         | 36.                |
| 2                  | Emanuel Buchmann (GER)    | 16.                |
| 3                  | Felix Großschartner (AUT) | 54.                |
| 4                  | Marco Haller (AUT)        | 88.                |
| 5                  | Patrick Konrad (AUT)      | 19.                |
| 6                  | Anton Palzer (GER)        | 73.                |

| Intermarché-Wanty-Gobert Matériaux IWG | Intermarché-Wanty-Gobert Matériaux IWG | Intermarché-Wanty-Gobert Matériaux IWG |
| -------------------------------------- | -------------------------------------- | -------------------------------------- |
| Nr.                                    | Rytter                                 | Placering                              |
| 11                                     | Alexander Kristoff (NOR)               | 60.                                    |
| 12                                     | Sven Erik Bystrøm (NOR)                | 25.                                    |
| 13                                     | Théo Delacroix (FRA)                   | 47.                                    |
| 14                                     | Laurens Huys (BEL)                     | 32.                                    |
| 15                                     | Barnabás Peák (HUN)                    | 21.                                    |
| 16                                     | Georg Zimmermann (GER)                 | 4.                                     |

| Quick-Step Alpha Vinyl QST | Quick-Step Alpha Vinyl QST | Quick-Step Alpha Vinyl QST |
| -------------------------- | -------------------------- | -------------------------- |
| Nr.                        | Rytter                     | Placering                  |
| 21                         | Fabio Jakobsen (NED)       | DNF-4                      |
| 22                         | James Knox (GBR)           | 6.                         |
| 23                         | Yves Lampaert (BEL)        | 92.                        |
| 24                         | Florian Sénéchal (FRA)     | 76.                        |
| 25                         | Stan Van Tricht (BEL)      | 53.                        |
| 26                         | Mauri Vansevenant (BEL)    | 5.                         |

| Ineos Grenadiers IGD | Ineos Grenadiers IGD  | Ineos Grenadiers IGD |
| -------------------- | --------------------- | -------------------- |
| Nr.                  | Rytter                | Placering            |
| 31                   | Adam Yates (GBR)      | 1.                   |
| 32                   | Egan Bernal (COL)     | DNF-4                |
| 33                   | Laurens De Plus (BEL) | DNF-4                |
| 34                   | Filippo Ganna (ITA)   | 44.                  |
| 35                   | Kim Heiduk (GER)      | 85.                  |
| 36                   | Ben Tulett (GBR)      | 55.                  |

| Team DSM DSM | Team DSM DSM           | Team DSM DSM |
| ------------ | ---------------------- | ------------ |
| Nr.          | Rytter                 | Placering    |
| 41           | Romain Bardet (FRA)    | 33.          |
| 42           | Nico Denz (GER)        | 78.          |
| 43           | Marius Mayrhofer (GER) | DNF-4        |
| 44           | Tim Naberman (NED)     | 99.          |
| 45           | Florian Stork (GER)    | 46.          |
| 46           | Sam Welsford (AUS)     | 97.          |

| Israel-Premier Tech IPT | Israel-Premier Tech IPT | Israel-Premier Tech IPT |
| ----------------------- | ----------------------- | ----------------------- |
| Nr.                     | Rytter                  | Placering               |
| 51                      | James Piccoli (CAN)     | 43.                     |
| 52                      | Sebastian Berwick (AUS) | DNF-1                   |
| 53                      | Edo Goldstein (ISR)     | 57.                     |
| 54                      | Reto Hollenstein (SUI)  | 59.                     |
| 55                      | Guy Niv (ISR)           | 75.                     |
| 56                      | Oded Kogut (ISR)        | 98.                     |

| Bahrain Victorious TBV | Bahrain Victorious TBV    | Bahrain Victorious TBV |
| ---------------------- | ------------------------- | ---------------------- |
| Nr.                    | Rytter                    | Placering              |
| 61                     | Pello Bilbao (ESP)        | 2.                     |
| 62                     | Phil Bauhaus (GER)        | DNS-0                  |
| 63                     | Heinrich Haussler (AUS)   | 66.                    |
| 64                     | Filip Maciejuk (POL)      | 62.                    |
| 65                     | Jonathan Milan (ITA)      | 84.                    |
| 66                     | Hermann Pernsteiner (AUT) | 13.                    |

| Lotto-Soudal LTS | Lotto-Soudal LTS                  | Lotto-Soudal LTS |
| ---------------- | --------------------------------- | ---------------- |
| Nr.              | Rytter                            | Placering        |
| 71               | Caleb Ewan (AUS)                  | DNF-4            |
| 72               | Matthew Holmes (GBR)              | 29.              |
| 73               | Reinardt Janse van Rensburg (RSA) | DNF-4            |
| 74               | Roger Kluge (GER)                 | DNF-4            |
| 75               | Sylvain Moniquet (BEL)            | 7.               |
| 76               | Harm Vanhoucke (BEL)              | DNF-4            |

| Alpecin-Deceuninck AFC | Alpecin-Deceuninck AFC    | Alpecin-Deceuninck AFC |
| ---------------------- | ------------------------- | ---------------------- |
| Nr.                    | Rytter                    | Placering              |
| 81                     | Maurice Ballerstedt (GER) | 80.                    |
| 82                     | Tobias Bayer (AUT)        | 56.                    |
| 83                     | Alexander Krieger (GER)   | 68.                    |
| 84                     | Jakub Mareczko (ITA)      | HD-1                   |
| 85                     | Scott Thwaites (GBR)      | 65.                    |
| 86                     | Henri Uhlig (GER)         | 74.                    |

| UAE Team Emirates UAD | UAE Team Emirates UAD  | UAE Team Emirates UAD |
| --------------------- | ---------------------- | --------------------- |
| Nr.                   | Rytter                 | Placering             |
| 91                    | Fernando Gaviria (COL) | DNF-2                 |
| 92                    | George Bennett (NZL)   | 15.                   |
| 93                    | Mikkel Bjerg (DEN)     | 17.                   |
| 94                    | Alessandro Covi (ITA)  | 67.                   |
| 95                    | Davide Formolo (ITA)   | 10.                   |
| 96                    | Felix Groß (GER)       | 87.                   |

| Tyskland GER | Tyskland GER        | Tyskland GER |
| ------------ | ------------------- | ------------ |
| Nr.          | Rytter              | Placering    |
| 101          | Simon Geschke       | 27.          |
| 102          | Pirmin Benz         | 79.          |
| 103          | Moritz Kretschy     | 91.          |
| 104          | Jannis Peter        | 30.          |
| 105          | Jonas Rapp          | 58.          |
| 106          | Tim Torn Teutenberg | 72.          |

| AG2R Citroën Team ACT | AG2R Citroën Team ACT   | AG2R Citroën Team ACT |
| --------------------- | ----------------------- | --------------------- |
| Nr.                   | Rytter                  | Placering             |
| 111                   | Greg Van Avermaet (BEL) | 41.                   |
| 112                   | Clément Berthet (FRA)   | 23.                   |
| 113                   | Geoffrey Bouchard (FRA) | 12.                   |
| 114                   | Lilian Calmejane (FRA)  | 37.                   |
| 115                   | Lawrence Naesen (BEL)   | 71.                   |
| 116                   | Michael Schär (SUI)     | 28.                   |

| Trek-Segafredo TFS | Trek-Segafredo TFS            | Trek-Segafredo TFS |
| ------------------ | ----------------------------- | ------------------ |
| Nr.                | Rytter                        | Placering          |
| 121                | Bauke Mollema (NED)           | 26.                |
| 122                | Tony Gallopin (FRA)           | DNF-4              |
| 123                | Amanuel Ghebreigzabhier (ERI) | 96.                |
| 124                | Asbjørn Hellemose (DEN)       | 45.                |
| 125                | Mattias Skjelmose (DEN)       | DNF-4              |
| 126                | Simon Pellaud (SUI)           | 69.                |

| EF Education-EasyPost EFE | EF Education-EasyPost EFE  | EF Education-EasyPost EFE |
| ------------------------- | -------------------------- | ------------------------- |
| Nr.                       | Rytter                     | Placering                 |
| 131                       | Alberto Bettiol (ITA)      | 11.                       |
| 132                       | Ruben Guerreiro (POR)      | 3.                        |
| 133                       | Odd Christian Eiking (NOR) | 39.                       |
| 134                       | Ben Healy (IRL)            | 50.                       |
| 135                       | Sean Quinn (USA)           | DNF-4                     |
| 136                       | Jonas Rutsch (GER)         | 63.                       |

| B&B Hotels-KTM BBK | B&B Hotels-KTM BBK          | B&B Hotels-KTM BBK |
| ------------------ | --------------------------- | ------------------ |
| Nr.                | Rytter                      | Placering          |
| 141                | Sebastian Schönberger (AUT) | 34.                |
| 142                | Alan Boileau (FRA)          | 24.                |
| 143                | Maxime Chevalier (FRA)      | 20.                |
| 144                | Miguel Heidemann (GER)      | 48.                |
| 145                | Quentin Jauregui (FRA)      | DNF-2              |
| 146                | Jérémy Lecroq (FRA)         | 86.                |

| Movistar Team MOV | Movistar Team MOV     | Movistar Team MOV |
| ----------------- | --------------------- | ----------------- |
| Nr.               | Rytter                | Placering         |
| 151               | Iván Sosa (COL)       | 9.                |
| 152               | Juri Hollmann (GER)   | DNS-4             |
| 153               | Max Kanter (GER)      | DNS-4             |
| 154               | Antonio Pedrero (ESP) | 8.                |
| 155               | Óscar Rodríguez (ESP) | 35.               |
| 156               | Einer Rubio (COL)     | 18.               |

| Jumbo-Visma TJV | Jumbo-Visma TJV          | Jumbo-Visma TJV |
| --------------- | ------------------------ | --------------- |
| Nr.             | Rytter                   | Placering       |
| 161             | Olav Kooij (NED)         | DNS-1           |
| 162             | Lars Boven (NED)         | 42.             |
| 163             | Tobias Foss (NOR)        | 31.             |
| 164             | Gijs Leemreize (NED)     | 14.             |
| 165             | Tosh Van der Sande (BEL) | 51.             |
| 166             | Mick van Dijke (NED)     | 40.             |

| Dauner-AKKON TDA | Dauner-AKKON TDA          | Dauner-AKKON TDA |
| ---------------- | ------------------------- | ---------------- |
| Nr.              | Rytter                    | Placering        |
| 171              | Frederik Rassmann (GER)   | 83.              |
| 172              | Roman Duckert (GER)       | 61.              |
| 173              | Paul Gehrke (GER)         | DNF-4            |
| 174              | Jonas Messerschmidt (GER) | 49.              |
| 175              | Byron Munton (RSA)        | DNF-4            |
| 176              | Noé Ury (LUX)             | 90.              |

| Team Lotto-Kern Haus LKH | Team Lotto-Kern Haus LKH | Team Lotto-Kern Haus LKH |
| ------------------------ | ------------------------ | ------------------------ |
| Nr.                      | Rytter                   | Placering                |
| 181                      | Jakob Geßner (GER)       | 81.                      |
| 182                      | Jan Hugger (GER)         | 64.                      |
| 183                      | Joshua Huppertz (GER)    | 94.                      |
| 184                      | Marcel Meisen (GER)      | 95.                      |
| 185                      | Alexander Tarlton (GER)  | 38.                      |
| 186                      | Ole Theiler (GER)        | 93.                      |

| Saris Rouvy Sauerland Team SVL | Saris Rouvy Sauerland Team SVL  | Saris Rouvy Sauerland Team SVL |
| ------------------------------ | ------------------------------- | ------------------------------ |
| Nr.                            | Rytter                          | Placering                      |
| 191                            | Johannes Adamietz (GER)         | 22.                            |
| 192                            | Julian Borresch (GER)           | 77.                            |
| 193                            | Jon Knolle (GER)                | 89.                            |
| 194                            | Per Christian Münstermann (GER) | 82.                            |
| 195                            | Abram Stockman (BEL)            | 52.                            |
| 196                            | Michiel Stockman (BEL)          | 70.                            |

| Bora-Hansgrohe BOH | Bora-Hansgrohe BOH        | Bora-Hansgrohe BOH |
| ------------------ | ------------------------- | ------------------ |
| Nr.                | Rytter                    | Placering          |
| 1                  | Nils Politt (GER)         | 36.                |
| 2                  | Emanuel Buchmann (GER)    | 16.                |
| 3                  | Felix Großschartner (AUT) | 54.                |
| 4                  | Marco Haller (AUT)        | 88.                |
| 5                  | Patrick Konrad (AUT)      | 19.                |
| 6                  | Anton Palzer (GER)        | 73.                |

| Intermarché-Wanty-Gobert Matériaux IWG | Intermarché-Wanty-Gobert Matériaux IWG | Intermarché-Wanty-Gobert Matériaux IWG |
| -------------------------------------- | -------------------------------------- | -------------------------------------- |
| Nr.                                    | Rytter                                 | Placering                              |
| 11                                     | Alexander Kristoff (NOR)               | 60.                                    |
| 12                                     | Sven Erik Bystrøm (NOR)                | 25.                                    |
| 13                                     | Théo Delacroix (FRA)                   | 47.                                    |
| 14                                     | Laurens Huys (BEL)                     | 32.                                    |
| 15                                     | Barnabás Peák (HUN)                    | 21.                                    |
| 16                                     | Georg Zimmermann (GER)                 | 4.                                     |

| Quick-Step Alpha Vinyl QST | Quick-Step Alpha Vinyl QST | Quick-Step Alpha Vinyl QST |
| -------------------------- | -------------------------- | -------------------------- |
| Nr.                        | Rytter                     | Placering                  |
| 21                         | Fabio Jakobsen (NED)       | DNF-4                      |
| 22                         | James Knox (GBR)           | 6.                         |
| 23                         | Yves Lampaert (BEL)        | 92.                        |
| 24                         | Florian Sénéchal (FRA)     | 76.                        |
| 25                         | Stan Van Tricht (BEL)      | 53.                        |
| 26                         | Mauri Vansevenant (BEL)    | 5.                         |

| Ineos Grenadiers IGD | Ineos Grenadiers IGD  | Ineos Grenadiers IGD |
| -------------------- | --------------------- | -------------------- |
| Nr.                  | Rytter                | Placering            |
| 31                   | Adam Yates (GBR)      | 1.                   |
| 32                   | Egan Bernal (COL)     | DNF-4                |
| 33                   | Laurens De Plus (BEL) | DNF-4                |
| 34                   | Filippo Ganna (ITA)   | 44.                  |
| 35                   | Kim Heiduk (GER)      | 85.                  |
| 36                   | Ben Tulett (GBR)      | 55.                  |

| Team DSM DSM | Team DSM DSM           | Team DSM DSM |
| ------------ | ---------------------- | ------------ |
| Nr.          | Rytter                 | Placering    |
| 41           | Romain Bardet (FRA)    | 33.          |
| 42           | Nico Denz (GER)        | 78.          |
| 43           | Marius Mayrhofer (GER) | DNF-4        |
| 44           | Tim Naberman (NED)     | 99.          |
| 45           | Florian Stork (GER)    | 46.          |
| 46           | Sam Welsford (AUS)     | 97.          |

| Israel-Premier Tech IPT | Israel-Premier Tech IPT | Israel-Premier Tech IPT |
| ----------------------- | ----------------------- | ----------------------- |
| Nr.                     | Rytter                  | Placering               |
| 51                      | James Piccoli (CAN)     | 43.                     |
| 52                      | Sebastian Berwick (AUS) | DNF-1                   |
| 53                      | Edo Goldstein (ISR)     | 57.                     |
| 54                      | Reto Hollenstein (SUI)  | 59.                     |
| 55                      | Guy Niv (ISR)           | 75.                     |
| 56                      | Oded Kogut (ISR)        | 98.                     |

| Bahrain Victorious TBV | Bahrain Victorious TBV    | Bahrain Victorious TBV |
| ---------------------- | ------------------------- | ---------------------- |
| Nr.                    | Rytter                    | Placering              |
| 61                     | Pello Bilbao (ESP)        | 2.                     |
| 62                     | Phil Bauhaus (GER)        | DNS-0                  |
| 63                     | Heinrich Haussler (AUS)   | 66.                    |
| 64                     | Filip Maciejuk (POL)      | 62.                    |
| 65                     | Jonathan Milan (ITA)      | 84.                    |
| 66                     | Hermann Pernsteiner (AUT) | 13.                    |

| Lotto-Soudal LTS | Lotto-Soudal LTS                  | Lotto-Soudal LTS |
| ---------------- | --------------------------------- | ---------------- |
| Nr.              | Rytter                            | Placering        |
| 71               | Caleb Ewan (AUS)                  | DNF-4            |
| 72               | Matthew Holmes (GBR)              | 29.              |
| 73               | Reinardt Janse van Rensburg (RSA) | DNF-4            |
| 74               | Roger Kluge (GER)                 | DNF-4            |
| 75               | Sylvain Moniquet (BEL)            | 7.               |
| 76               | Harm Vanhoucke (BEL)              | DNF-4            |

| Alpecin-Deceuninck AFC | Alpecin-Deceuninck AFC    | Alpecin-Deceuninck AFC |
| ---------------------- | ------------------------- | ---------------------- |
| Nr.                    | Rytter                    | Placering              |
| 81                     | Maurice Ballerstedt (GER) | 80.                    |
| 82                     | Tobias Bayer (AUT)        | 56.                    |
| 83                     | Alexander Krieger (GER)   | 68.                    |
| 84                     | Jakub Mareczko (ITA)      | HD-1                   |
| 85                     | Scott Thwaites (GBR)      | 65.                    |
| 86                     | Henri Uhlig (GER)         | 74.                    |

| UAE Team Emirates UAD | UAE Team Emirates UAD  | UAE Team Emirates UAD |
| --------------------- | ---------------------- | --------------------- |
| Nr.                   | Rytter                 | Placering             |
| 91                    | Fernando Gaviria (COL) | DNF-2                 |
| 92                    | George Bennett (NZL)   | 15.                   |
| 93                    | Mikkel Bjerg (DEN)     | 17.                   |
| 94                    | Alessandro Covi (ITA)  | 67.                   |
| 95                    | Davide Formolo (ITA)   | 10.                   |
| 96                    | Felix Groß (GER)       | 87.                   |

| Tyskland GER | Tyskland GER        | Tyskland GER |
| ------------ | ------------------- | ------------ |
| Nr.          | Rytter              | Placering    |
| 101          | Simon Geschke       | 27.          |
| 102          | Pirmin Benz         | 79.          |
| 103          | Moritz Kretschy     | 91.          |
| 104          | Jannis Peter        | 30.          |
| 105          | Jonas Rapp          | 58.          |
| 106          | Tim Torn Teutenberg | 72.          |

| AG2R Citroën Team ACT | AG2R Citroën Team ACT   | AG2R Citroën Team ACT |
| --------------------- | ----------------------- | --------------------- |
| Nr.                   | Rytter                  | Placering             |
| 111                   | Greg Van Avermaet (BEL) | 41.                   |
| 112                   | Clément Berthet (FRA)   | 23.                   |
| 113                   | Geoffrey Bouchard (FRA) | 12.                   |
| 114                   | Lilian Calmejane (FRA)  | 37.                   |
| 115                   | Lawrence Naesen (BEL)   | 71.                   |
| 116                   | Michael Schär (SUI)     | 28.                   |

| Trek-Segafredo TFS | Trek-Segafredo TFS            | Trek-Segafredo TFS |
| ------------------ | ----------------------------- | ------------------ |
| Nr.                | Rytter                        | Placering          |
| 121                | Bauke Mollema (NED)           | 26.                |
| 122                | Tony Gallopin (FRA)           | DNF-4              |
| 123                | Amanuel Ghebreigzabhier (ERI) | 96.                |
| 124                | Asbjørn Hellemose (DEN)       | 45.                |
| 125                | Mattias Skjelmose (DEN)       | DNF-4              |
| 126                | Simon Pellaud (SUI)           | 69.                |

| EF Education-EasyPost EFE | EF Education-EasyPost EFE  | EF Education-EasyPost EFE |
| ------------------------- | -------------------------- | ------------------------- |
| Nr.                       | Rytter                     | Placering                 |
| 131                       | Alberto Bettiol (ITA)      | 11.                       |
| 132                       | Ruben Guerreiro (POR)      | 3.                        |
| 133                       | Odd Christian Eiking (NOR) | 39.                       |
| 134                       | Ben Healy (IRL)            | 50.                       |
| 135                       | Sean Quinn (USA)           | DNF-4                     |
| 136                       | Jonas Rutsch (GER)         | 63.                       |

| B&B Hotels-KTM BBK | B&B Hotels-KTM BBK          | B&B Hotels-KTM BBK |
| ------------------ | --------------------------- | ------------------ |
| Nr.                | Rytter                      | Placering          |
| 141                | Sebastian Schönberger (AUT) | 34.                |
| 142                | Alan Boileau (FRA)          | 24.                |
| 143                | Maxime Chevalier (FRA)      | 20.                |
| 144                | Miguel Heidemann (GER)      | 48.                |
| 145                | Quentin Jauregui (FRA)      | DNF-2              |
| 146                | Jérémy Lecroq (FRA)         | 86.                |

| Movistar Team MOV | Movistar Team MOV     | Movistar Team MOV |
| ----------------- | --------------------- | ----------------- |
| Nr.               | Rytter                | Placering         |
| 151               | Iván Sosa (COL)       | 9.                |
| 152               | Juri Hollmann (GER)   | DNS-4             |
| 153               | Max Kanter (GER)      | DNS-4             |
| 154               | Antonio Pedrero (ESP) | 8.                |
| 155               | Óscar Rodríguez (ESP) | 35.               |
| 156               | Einer Rubio (COL)     | 18.               |

| Jumbo-Visma TJV | Jumbo-Visma TJV          | Jumbo-Visma TJV |
| --------------- | ------------------------ | --------------- |
| Nr.             | Rytter                   | Placering       |
| 161             | Olav Kooij (NED)         | DNS-1           |
| 162             | Lars Boven (NED)         | 42.             |
| 163             | Tobias Foss (NOR)        | 31.             |
| 164             | Gijs Leemreize (NED)     | 14.             |
| 165             | Tosh Van der Sande (BEL) | 51.             |
| 166             | Mick van Dijke (NED)     | 40.             |

| Dauner-AKKON TDA | Dauner-AKKON TDA          | Dauner-AKKON TDA |
| ---------------- | ------------------------- | ---------------- |
| Nr.              | Rytter                    | Placering        |
| 171              | Frederik Rassmann (GER)   | 83.              |
| 172              | Roman Duckert (GER)       | 61.              |
| 173              | Paul Gehrke (GER)         | DNF-4            |
| 174              | Jonas Messerschmidt (GER) | 49.              |
| 175              | Byron Munton (RSA)        | DNF-4            |
| 176              | Noé Ury (LUX)             | 90.              |

| Team Lotto-Kern Haus LKH | Team Lotto-Kern Haus LKH | Team Lotto-Kern Haus LKH |
| ------------------------ | ------------------------ | ------------------------ |
| Nr.                      | Rytter                   | Placering                |
| 181                      | Jakob Geßner (GER)       | 81.                      |
| 182                      | Jan Hugger (GER)         | 64.                      |
| 183                      | Joshua Huppertz (GER)    | 94.                      |
| 184                      | Marcel Meisen (GER)      | 95.                      |
| 185                      | Alexander Tarlton (GER)  | 38.                      |
| 186                      | Ole Theiler (GER)        | 93.                      |

| Saris Rouvy Sauerland Team SVL | Saris Rouvy Sauerland Team SVL  | Saris Rouvy Sauerland Team SVL |
| ------------------------------ | ------------------------------- | ------------------------------ |
| Nr.                            | Rytter                          | Placering                      |
| 191                            | Johannes Adamietz (GER)         | 22.                            |
| 192                            | Julian Borresch (GER)           | 77.                            |
| 193                            | Jon Knolle (GER)                | 89.                            |
| 194                            | Per Christian Münstermann (GER) | 82.                            |
| 195                            | Abram Stockman (BEL)            | 52.                            |
| 196                            | Michiel Stockman (BEL)          | 70.                            |